# Gino Costa
Gino Francisco Costa Santolalla (Lima, 27 de enero de 1956) es un abogado y político peruano, especialista en seguridad ciudadana. Ejerció como congresista de la República en 2 periodos y como ministro del Interior durante el gobierno de Alejandro Toledo. Ha sido funcionario de Naciones Unidas, presidente del Instituto Nacional Penitenciario del Perú y defensor adjunto para los derechos humanos y las personas con discapacidad de la Defensoría del Pueblo. En 2024 se afilió al proyecto político Lo Justo.

## Biografía
Nacido en Lima, es hijo de Gino Costa Elice y Rosa Santolalla de Vivanco, ambos fallecidos. Es primo de los abogados Carlos Ferrero Costa, Eduardo Ferrero Costa, Raúl Ferrero Costa, Augusto Ferrero Costa y José Elice Navarro.
Estudió la primaria en el colegio Inmaculado Corazón y la secundaria en el Colegio Santa María Marianistas de la ciudad de Lima. 
Ingresó a la Pontificia Universidad Católica del Perú, en la cual estudió Derecho. Posteriormente, realizó una Maestría (M.A.) en Estudios en Desarrollo en la Escuela de Estudios en Desarrollo de la Universidad de East Anglia, Inglaterra (1983) y otra Maestría (M.Phil.) en Relaciones Internacionales (1984) en la Universidad de Cambridge, Inglaterra (1984), en la cual obtuvo un Doctorado (PhD) en Relaciones Internacionales (1987).

## Trayectoria
Trabajó en Naciones Unidas, primero en el Centro de Derechos Humanos en Ginebra, Suiza (1988-1989) y luego en misiones de paz en América Central.
Fue parte de la Misión de Verificación Electoral en Nicaragua (ONUVEN, 1990), la Comisión Internacional de Apoyo y Verificación en Honduras (CIAV/ONU, 1990) y la Misión de Observadores en El Salvador (ONUSAL, 1990-1994).
En El Salvador fue asesor de tres sucesivos Jefes de Misión responsables de implementar los Acuerdos de Paz entre la guerrilla del FMLN y el gobierno de Alfredo Cristiani que pusieron fin a una década de guerra civil. Tuvo un rol protagónico en la creación de la nueva policía. 
De regreso en el Perú colaboró con Jorge Santistevan de Noriega en el establecimiento de la Defensoría del Pueblo en 1996, desempeñándose como Secretario Ejecutivo de la Comisión Ad hoc de Indultos para casos de terrorismo entre 1996 y 1999 y como Defensor Adjunto para los Derechos Humanos y las Personas con Discapacidad entre 1997 y 2000.
A la caída del gobierno de Alberto Fujimori y durante el gobierno de transición de Valentín Paniagua (2001) fue presidente del Instituto Nacional Penitenciario del Perú (INPE).
Durante el gobierno de Alejandro Toledo fue viceministro del Interior (2001-2002) del entonces ministro Fernando Rospigliosi. Además, fue el líder de la Comisión Especial de Reestructuración de la Policía Nacional del Perú, que llevó adelante la reforma policial durante el 2001.
Entre el 2004 y el 2006 fue jefe del Área de Seguridad y Convivencia Ciudadana del Instituto de Defensa Legal (IDL). En el 2007 publicó, con IDL, el libro La Ventana Rota y otras formas de lucha contra el crimen.
En el 2007 fundó la ONG Ciudad Nuestra. Allí ha publicado, con Carlos Romero Rivera, una docena de libros sobre los desafíos de la seguridad ciudadana en el Perú. Destacan entre ellos Inseguridad en el Perú ¿Qué Hacer?, Los Serenazgos municipales en Lima ¿Le ganan las calles a la policía?, ¿Quiénes son asesinados en Lima? ¿Cómo, Cuándo y Por qué?, La Policía que Lima necesita e Inseguridad ciudadana en Lima ¿Qué hacer?.
También se ha desempeñado como profesor del curso Políticas Públicas en Seguridad Ciudadana en la Maestría del Instituto de Gobierno y Gestión Pública de la Universidad San Martín de Porres (2014 – 2016) y como columnista semanal del diario El Comercio (2014-2016). También es miembro del Grupo de Trabajo Latinoamericano del Diálogo Interamericano con sede en Washington D. C.
En las elecciones municipales de 2014, postuló como regidor del distrito de Miraflores por el partido Somos Perú, resultando elegido para el periodo 2014-2018.

## Ministro del Interior
El 12 de julio de 2002, fue designado como ministro del Interior por el presidente Alejandro Toledo. Como ministro, tuvo un rol protagónico en el esfuerzo de reforma policial en el país y en la creación del sistema nacional de seguridad ciudadana. 
En diciembre de 2002, Costa tuvo diferencias con el director de Policía José Tisoc Lindley por el cese de oficiales cercanos a la dirección de la PNP. Ante ello, el general Tisoc presentó su carta de renuncia; sin embargo, el vicepresidente Raúl Diez Canseco, quien se encontraba a cargo de la presidencia, rechazó la renuncia del general.
El 6 de enero de 2003, el general Tisoc nombró al inspector general de la Policía sin la participación del ministro Costa. El mismo día, el ministro Costa reconoció que a raíz del proceso de ascensos y pases al retiro de oficiales de la PNP, mantenía "diferencias sustanciales" con el general Tisoc. El 8 de enero de 2003, el presidente Toledo ratificó su confianza en el ministro Costa. Al mismo tiempo, se hizo público que existía una campaña de desprestigio contra el ministro Costa, la cual criticaba la ideología socialista de varios funcionarios del ministerio como el viceministro Carlos Basombrío Iglesias, la procuradora Rosa Mavila León y la Defensora de la Policía Susana Villarán de la Puente.
A las pocas semanas, el exalcalde de Lima, Alberto Andrade, reveló que el gobierno le había ofrecido el cargo de Ministro del Interior. Ante ello, el presidente Toledo, quien se encontraba en la conferencia del Foro Económico Mundial en Davos, Suiza, evitó pronunciarse sobre las declaraciones del exalcalde. El día 27 de enero, Costa acudió al Grupo Aéreo N.º 8 y se reunió con Toledo, quien regresaba de Europa, y le presentó su renuncia. Horas después, el ministro Costa leyó la carta de renuncia ante la prensa, en la cual señaló que había perdido el respaldo del presidente Toledo.
Junto a Costa renunciaron Carlos Basombrío (viceministro), Susana Villarán (Defensora de la Policía), Ricardo Valdés Cavassa (asesor), Rubén Vargas (director general de la Oficina de Defensa Nacional), entre otros funcionarios de confianza del Ministro.

## Labor parlamentaria
Fue elegido como congresista de la República por Lima Metropolitana por el partido Peruanos Por el Kambio en las elecciones generales del 2016 con 26 128 votos preferenciales.
A fines del 2017, renunció a la bancada de PPK por su discrepancia con la forma como se otorgó el indulto humanitario.
Durante el primer año del período legislativo 2016-2021 su labor se enfocó en tres grandes temas: seguridad ciudadana, defensa nacional, lucha contra las drogas e inteligencia; justicia y derechos humanos; y lucha contra la corrupción. Como integrante de la bancada oficialista, tuvo un papel activo en la investidura del primer Gabinete, en la aprobación de la delegación de facultades legislativas al Poder Ejecutivo y en el debate en torno a la interpelación de los ministros de Educación, Jaime Saavedra y Marilú Martens; de Economía y Finanzas, Alfredo Thorne; de Transportes y Comunicaciones, Martín Vizcarra; y del Interior, Carlos Basombrío. Asimismo, tuvo un activo papel fiscalizador como miembro de la comisión Lava Jato, encargada de investigar los presuntos sobornos que hubieran recibido funcionarios públicos por proyectos adjudicados a empresas brasileñas, así como miembro de la Comisión de Defensa Nacional, Orden Interno, Desarrollo Alternativo y Lucha contra las Drogas, a la cual el Pleno del Congreso le otorgó facultades de comisión investigadora. Integró además la Comisión de Inteligencia, en la cual se desempeñó como vicepresidente y la Subcomisión de Acusaciones Constitucionales. Así mismo, integró como accesitario la Comisión de Justicia y Derechos Humanos y la Comisión de Constitución y Reglamento y como miembro suplente la Comisión Permanente y el Consejo Directivo.
Define las prioridades en su Despacho como el trabajo en comisiones, la presentación de proyectos de ley, el seguimiento a la ejecución de políticas públicas por parte de ministerios, Poder Judicial, Fiscalía y otras entidades públicas, así como la atención al público. Los ejes temáticos sobre los que se centra su trabajo son corrupción y crimen organizado, justicia penal, seguridad ciudadana, víctimas de violencia y violencia contra la mujer.
Formó parte de la Bancada Liberal durante el 2018-2019. Durante la Crisis constitucional en Perú de 2019, él fue quien invitó al entonces primer ministro, Salvador del Solar, a que hable desde su curul parlamentaria después de que el presidente del Congreso, Pedro Olaechea le haya negado participar en la sesión del pleno para que sustente la cuestión de confianza.
Tras la Disolución del Congreso, su cargo congresal llegó a su fin el 30 de septiembre de 2019. Se quedó como miembro titular de la Comisión Permanente hasta marzo de 2020.
Participó en las elecciones parlamentarias del 2020 como invitado por el Partido Morado junto con Alberto de Belaúnde. Donde fue elegido Congresista para el periodo extraordinario 2020-2021.

## Publicaciones
- Lima: ¿cómo hacerla más segura? (2015) En coautoría con Carlos Romero[8]
- Quiénes son delincuentes en el Perú y por qué? Factores de riesgo social y delito en perspectiva comparada en América Latina (2014) En coautoría con Carlos Romero.[9]
- Inseguridad en el Perú ¿Qué hacer desde el Congreso? (2011). En coautoría con Carlos Romero.[10]
- Quién la hace en seguridad ciudadana 2010-2011 (2011) En coautoría con Carlos Romero y Rocío Moscoso.[11]
- Inseguridad ciudadana en Lima ¿Qué hacer? (2010). En coautoría con Carlos Romero.[12]
- Los serenazgos en Lima ¿Le ganan las calles a la Policía? (2010) En coautoría con Carlos Romero.[13]
- ¿Quiénes son asesinados en Lima? ¿Cómo, cuándo y por qué? (2010) En coautoría con Alfonso Gushiken, Carlos Romero y Catherine Privat.[14]
- Quién la hace en seguridad ciudadana (2010). En coautoría con Carlos Romero y Rocío Moscoso.[15]
- ¿Qué hacer con las pandillas? (2008) Coedición con Carlos Romero[16]
- La Policía que Lima necesita (2008) En coautoría con Juan Briceño y Carlos Romero.[17]
- La percepción de los alcaldes y los jefes policiales sobre los comités distritales de seguridad ciudadana de Lima (2008). En coautoría con Enrique Yépez y Carlos Romero.[18]
- “La Ventana Rota y otras formas de luchar contra el crimen. Tres estrategias, dos soluciones, un camino” (2007)[19]
- Liderazgo Civil en el Ministerio del Interior. Testimonio de una Experiencia de Reforma Policial y Gestión Democrática de la Seguridad en el Perú (2004). En coautoría con Carlos Basombrío.[20]
- Activistas de Derechos Humanos a cargo de la Seguridad y el Orden en el Perú. En coautoría con Carlos Basombrío, Miguel Huerta y Susana Villarán. Lima, 2004.[21]
- Manejo y Gestión de la Seguridad. De la Reforma al Inmovilismo (2004) En coautoría con Carlos Basombrío, Fernando Rospigliosi, Susana Villarán y otros.[22]

| Predecesor: Fernando Rospigliosi       | Ministro del Interior del Perú 27 de julio de 2002 - 27 de enero de 2003 | Sucesor: Alberto Sanabria Ortiz    |
| Predecesor: Martín Solari de la Fuente | Viceministro del Interior agosto de 2001 - 27 de julio de 2002           | Sucesor: Carlos Basombrío Iglesias |

## Enlaces externados
- Wikimedia Commons alberga una categoría multimedia sobre Gino Costa.

- Datos: Q5403653
- Multimedia: Gino Costa / Q5403653